# Kék paradicsom
A Kék paradicsom, melyet időnként lila, vagy fekete paradicsomnak is neveznek, olyan paradicsomfajták gyűjtőneve, melyek termése sötétvörös vagy fekete héjjal rendelkezik, illetve ezek között létezik egy olyan genetikai módosítással létrehozott sötét színű, a médiában gyakran kék paradicsomnak nevezett paradicsomfajta, (mely a kereskedelmi forgalomban nem kapható) mely termésének nem csak a héja, hanem a húsa is kékes-fekete. Ha szeletelt formában üveglapra téve, erős fénnyel (alulról) megvilágítják, mély-lila szín látható, így megfigyelhető, hogy (a legtöbb kék gyümölcshöz hasonlóan) a benne lévő pigmentek valójában nem kék színűek, hanem a lila szín koncentrációja adja a kéknek látszó, kékes fekete színt. Ez utóbbi fajtát a kertészmérnök Jonathan D. G. Jones, és Cathie Martin abból a célból hozta létre, hogy rendelkezésre álljon egy olyan magas antocián tartalommal rendelkező gyógyparadicsom fajta, melyet az emberek nagyobb mennyiségben volnának képesek fogyasztani, mert nagyüzemi termelése esetén (például az áfonyához vagy egyéb magas antocián tartalmú gyümölcshöz viszonyítva) olcsóbban elérhető lett volna. Az antocián a pigmentek csoportjába tartozó, kék és lila színekért felelős vegyület, mely számos gyümölcsben megtalálható, többek között az fekete áfonyában, vagy a szederben. Az antociánok fogyasztása számos egészségügyi előnnyel jár. Például a bogyós gyümölcsökben található antociánok kedvezően befolyásolják a szív és érrendszeri betegségeket, javítják az idegi és a kognitív agyi funkciókat, továbbá kedvezően hatnak a szem egészségére, számos flavonoid esetében felmerült továbbá, hogy szerepe lehet a szívkoszorúér-betegség megelőzésében, valamint rák és HIV-ellenes aktivitással is rendelkeznek.
A fekete paradicsom néhány fajtája a kereskedelmi forgalomban is kapható. Ezek a génmódosított paradicsommal ellentétben nem tartalmaznak elegendő antociánt ezért nem rendelkeznek olyan jelentős egészségvédő hatással, mint a kereskedelmi forgalomban jelenleg nem kapható génmódosított fajta.

## Nemesített fajták

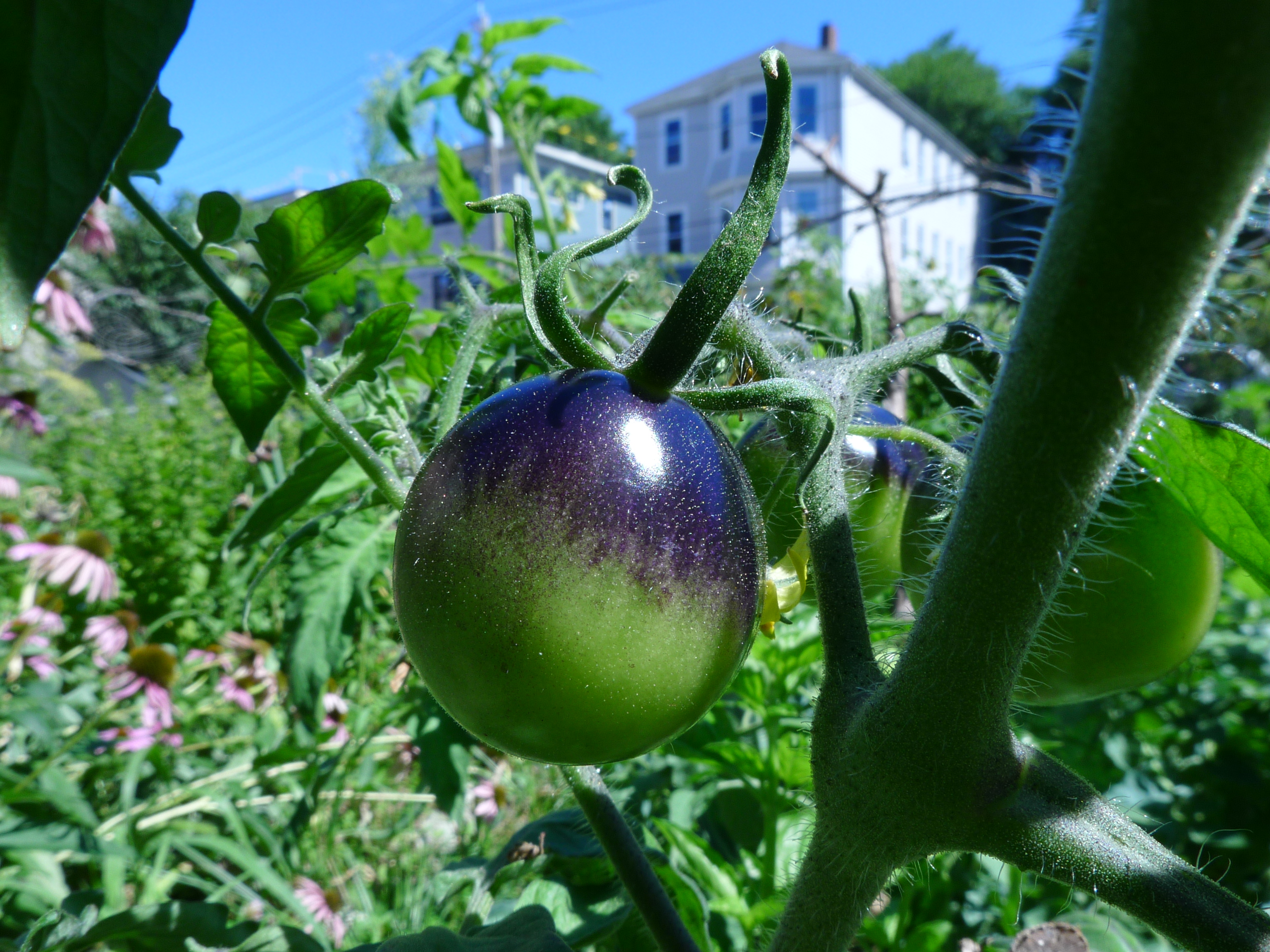
Nemesített kék paradicsom érés közben

Bár a legtöbb paradicsomfajta rendelkezik azokkal a génekkel melyek az antociánok termeléséért felelősek, ezek a gének általában nem aktív gének, a legtöbb kereskedelmi forgalomban kapható fajta esetében. E miatt a termésben a sötét pigmentek korlátozott mennyiségben vannak jelen, ezért fogyasztásuk nem jár fokozott egészségügyi előnnyel. Ezt szem előtt tartva, az Oregon Állami Egyetem kutatói hagyományos nemesítési technikákkal (úgynevezett kereszt beporzással), a jelenlegi fajtákat olyan vad fajtákkal keresztezték, amelyek nagyobb mennyiségű antocián tartalommal rendelkeznek. A 2012-ben az Oregon Állami Egyetemen kifejlesztett fekete héjú paradicsomnak az „Indigo Rose” fajtanevet adták. Az „Indigo Rose” esetében a kék színt adó antocián leginkább csak a paradicsom héjában van jelen, de ott is csak azokon a részeken jelenik meg, ahol a termés közvetlen napfénynek van kitéve. Az árnyékos oldalán a terméshéj éretlenül zöld, éretten piros, belül éretten piros vagy sötét-rózsaszín, kis méretű, kerek, körülbelül 2 cm átmérőjű, 6-8 db számú klaszterekben nő. Ízét enyhén savasnak írják le. A növény a betegségeknek jól ellenáll. Az antociánok koncentrációja a növényben még mindig nagyon alacsony, olyan gyümölcsökhöz viszonyítva mint például az áfonya, de előnye a hagyományos paradicsomhoz képest az, hogy a magasabb pigmenttartalma javította a termés ellenálló képességét az olyan gombákkal szemben mint a Botrytis cinerea, valamint megnövelte a termés eltarthatósági idejét.
Izraeli tudósok 2012-ben, hagyományos nemesítési módszerekkel szintén létrehoztak egy, (főként csak a héjában) nagyobb mennyiségű antocián színanyagot tartalmazó, fekete héjú termést hozó paradicsomfajtát, melyet Fekete galaxisnak neveztek el.

## Biotechnológiával létrehozott fajta
A hagyományos nemesítéssel létrehozott fajtákhoz hasonló a genetikai módosítással létrehozott „kék” paradicsom, melyet Nagy-Britanniában, a John Innes központban hoztak létre a lila színű tátika génjének felhasználásával, abból a célból, hogy növeljék a paradicsom antocián  tartalmát. Ennél a növénynél  a hagyományos fajtákhoz hasonlóan ugyanaz a  transzkripciós faktor, a MYB gén osztály az, amely irányítja az antocián bioszintézisét. A módosítás csupán annyi, hogy a sötét színt adó pigmentek nem csak a héjban, hanem a terméshúsban is termelődnek. Ezt csupán két gén hozzáadásával érték el: egyik a pigmenttermelődésért, a másik pedig e génnek, a paradicsommagban történő aktiválódásáért felel. Ennek eredményeképpen a génmódosított fajta majdnem 100-szor magasabb koncentrációban tartalmaz antociánokat, mint a hagyományos fajták, a megnövekedett antioxidáns tartalmának köszönhetően eltarthatósági ideje a kétszeresére nőtt. A génmódosított paradicsom feltalálói, Jonathan D. G. Jones, Cathie Martin. A John Innes központ alapított egy céget melyet Norfolk Plant Science néven azzal a céllal, hogy a kék paradicsomot népszerűsítse. E cég együtt működött egy Kanadai céggel, mely a New Energy Farms nevet viseli. Ez a gazdálkodóegység nagy mennyiségben termelt módosított kék paradicsomot, amelyből kinyert paradicsomlevet, klinikai vizsgálatok során használtak fel. A kutatási eredmények azt támasztják alá, hogy az így létrehozott GMO paradicsom egészséges. Li és munkatársai, patkányokból származó ödémás szöveteken, kémcsőben vizsgálta a lila paradicsomból származó fitokemikália biológiai hasznosulási képességét. Megállapították, hogy a lila paradicsom által termelt antioxidánsok, biológiai értelemben képesek hasznosulni, és gyulladáscsökkentő hatással rendelkezik.  A 2014-ben nyilvánosságra hozott kísérleti eredmények szerint az így létrehozott paradicsom rágcsálókban lassította a daganatos betegségek lefolyását.
Annak ellenére, hogy a GMO termékek káros hatását semmilyen racionális, vagy tudományos bizonyíték sem támasztja alá, (Glancy és munkatársai szerint) jellemző, hogy a GMO ellenes sajtóretorika (észszerűtlensége ellenére is) rendkívül sikeres a GMO ellenes közvélemény formálásában, ezért bizonyos GMO termékek elérhetősége a lakosság számára egyáltalán nem, vagy csak hosszú idő után valósulhat meg.

## Egyéb sötét színű fajták

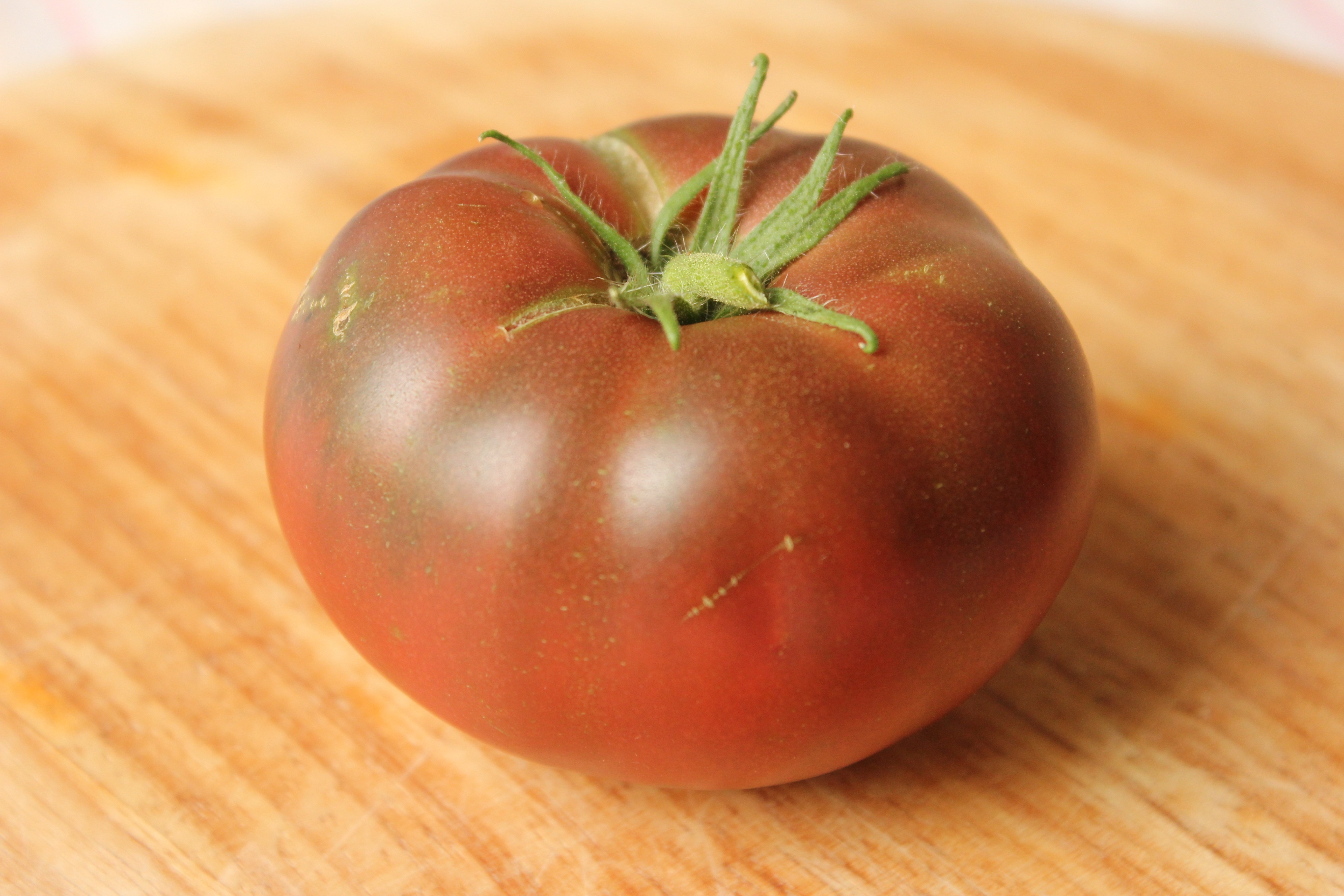
Black Krim paradicsom vágódeszkán

Sok más paradicsomfajta létezik melyeknek a neve ugyan arra utal, hogy termésük sötét színű, például a Fekete Krim vagy a Cseroki lila, de valójában ezek színárnyalata nem a magas antocián képződéssel hozható összefüggésbe, hanem az egy teljesen más folyamat következtében alakul ki, amely során a klorofill nem hatékony átalakulása révén felhalmozódó pigmentnek (a pheophytinnek) köszönhetően jön létre. Ez a pigment különféle egyéb pigmentekkel, például karotinoidokkal (béta-karotin, likopin) kombinálva adja a barna vagy feketés színt.

## Megjegyzés
1. ↑  Az antocián jelentős mértékben képes lelassítani a bélrák sejtek növekedését.

## Fordítás
- Ez a szócikk részben vagy egészben a Blue tomato című angol Wikipédia-szócikk ezen változatának fordításán alapul.  Az eredeti cikk szerkesztőit annak laptörténete sorolja fel. Ez a jelzés csupán a megfogalmazás eredetét és a szerzői jogokat jelzi, nem szolgál a cikkben szereplő információk forrásmegjelöléseként.